# Ахмед Фатхі
Ахмед Фатхі Абделмонем Ахмед Ібрагім (араб. أحمد فتحي عبد المنعم أحمد; нар. 10 листопада 1984, Бенха, Єгипет) — єгипетський футболіст, захисник національної збірної Єгипту та клубу «Аль-Аглі».
У складі збірної — триразовий володар Кубка африканських націй.

## Клубна кар'єра
Вихованець футбольної школи клубу «Ісмайлі». Дорослу футбольну кар'єру розпочав 2001 року в основній команді того ж клубу, в якій провів шість сезонів, взявши участь у 71 матчі чемпіонату.
Протягом 2007—2008 років грав у складі англійського «Шеффілд Юнайтед» та кувейтської «Казми».
Своєю грою за останню команду знову привернув увагу представників тренерського штабу клубу «Аль-Аглі», до складу якого приєднався 2007 року. Відіграв за каїрську команду наступні сім сезонів своєї ігрової кар'єри.
Протягом 2013—2015 років на правах оренди захищав кольори клубів «Галл Сіті» та «Умм-Салаль».
2014 року приєднався до команди катарського клубу «Умм-Салаль», де провів один сезон.
До складу клубу «Аль-Аглі» знову приєднався 2015 року.

## Виступи за збірні
2002 року залучався до складу молодіжної збірної Єгипту. На молодіжному рівні зіграв в 11 офіційних матчах, забив 2 голи.
З 2002 по 2012 рік захищав кольори олімпійської збірної Єгипту. У складі цієї команди провів 8 матчів. У складі збірної — учасник футбольного турніру на Олімпійських іграх 2012 року у Лондоні.
2002 року дебютував в офіційних матчах у складі національної збірної Єгипту.
У складі збірної був учасником Кубка африканських націй 2006 року в Єгипті, здобувши того року титул континентального чемпіона, Кубка африканських націй 2008 року у Гані, здобувши того року титул континентального чемпіона, розіграшу Кубка конфедерацій 2009 року у ПАР, Кубка африканських націй 2010 року в Анголі, здобувши того року титул континентального чемпіона, Кубка африканських націй 2017 року у Габоні.
| Дата       | Місто                         | Господарі            | Результат               | Гості             | Турнір                                      | Голи | Примітки |
| ---------- | ----------------------------- | -------------------- | ----------------------- | ----------------- | ------------------------------------------- | ---- | -------- |
| 16-12-2002 | Абу-Дабі                      | ОАЕ                  | 1 – 2                   | Єгипет            | товариський матч                            | -    |          |
| 19-03-2003 | Порт-Саїд                     | Єгипет               | 6 – 0                   | Катар             | товариський матч                            | -    | 46'      |
| 30-04-2003 | Сен-Дені                      | Франція              | 5 – 0                   | Єгипет            | товариський матч                            | -    |          |
| 20-06-2003 | Порт-Саїд                     | Єгипет               | 6 – 0                   | Мадагаскар        | Відбір до Кубка африканських націй 2004     | -    |          |
| 08-01-2004 | Порт-Саїд                     | Єгипет               | 5 – 1                   | Руанда            | товариський матч                            | -    |          |
| 14-01-2004 | Порт-Саїд                     | Єгипет               | 2 – 2                   | Республіка Конго  | товариський матч                            | -    |          |
| 17-01-2004 | Порт-Саїд                     | Єгипет               | 1 – 1                   | Буркіна-Фасо      | товариський матч                            | -    |          |
| 25-01-2004 | Сфакс                         | Зімбабве             | 1 – 2                   | Єгипет            | Кубок африканських націй 2004 - 1-й етап    | -    | 71'      |
| 29-01-2004 | Сус                           | Алжир                | 2 – 1                   | Єгипет            | Кубок африканських націй 2004 - 1-й етап    | -    |          |
| 03-02-2004 | Монастір                      | Камерун              | 0 – 0                   | Єгипет            | Кубок африканських націй 2004 - 1-й етап    | -    |          |
| 31-03-2004 | Каїр                          | Єгипет               | 2 – 1                   | Тринідад і Тобаго | товариський матч                            | -    |          |
| 05-09-2004 | Абіджан                       | Єгипет               | 3 – 2                   | Камерун           | Відбір до ЧС 2006                           | -    | 86'      |
| 08-10-2004 | Триполі                       | Лівія                | 2 – 1                   | Єгипет            | Відбір до ЧС 2006                           | -    | 46'      |
| 28-11-2004 | Каїр                          | Єгипет               | 1 – 1                   | Болгарія          | товариський матч                            | -    | 75'      |
| 04-02-2005 | Сеул                          | Південна Корея       | 0 – 1                   | Єгипет            | товариський матч                            | -    | 56'      |
| 09-02-2005 | Каїр                          | Єгипет               | 4 – 0                   | Бельгія           | товариський матч                            | -    |          |
| 14-03-2005 | Даммам                        | Саудівська Аравія    | 0 – 1                   | Єгипет            | товариський матч                            | -    |          |
| 27-03-2005 | Каїр                          | Єгипет               | 4 – 1                   | Лівія             | Відбір до ЧС 2006                           | -    |          |
| 27-05-2005 | Ель-Кувейт                    | Кувейт               | 0 – 1                   | Єгипет            | товариський матч                            | -    |          |
| 19-06-2005 | Абіджан                       | Кот-д'Івуар          | 2 – 0                   | Єгипет            | Відбір до ЧС 2006                           | -    | 49'      |
| 31-07-2005 | Женева                        | Єгипет               | 0 – 0 д.ч. (5 – 4 п.п.) | ОАЕ               | товариський матч                            | -    |          |
| 17-08-2005 | Понта-Делгада                 | Португалія           | 2 – 0                   | Єгипет            | товариський матч                            | -    |          |
| 04-09-2005 | Каїр                          | Єгипет               | 4 – 1                   | Бенін             | Відбір до ЧС 2006                           | -    | 56'      |
| 08-10-2005 | Яунде                         | Камерун              | 1 – 1                   | Єгипет            | Відбір до ЧС 2006                           | -    |          |
| 16-11-2005 | Каїр                          | Єгипет               | 1 – 2                   | Туніс             | товариський матч                            | -    | 53'      |
| 27-12-2005 | Каїр                          | Єгипет               | 2 – 0                   | Уганда            | товариський матч                            | -    |          |
| 05-01-2006 | Александрія                   | Єгипет               | 2 – 0                   | Зімбабве          | товариський матч                            | -    |          |
| 14-01-2006 | Каїр                          | Єгипет               | 1 – 2                   | ПАР               | товариський матч                            | -    | 48' 58'  |
| 24-01-2006 | Каїр                          | Єгипет               | 0 – 0                   | Марокко           | Кубок африканських націй 2006 - 1-й етап    | -    | 49'      |
| 10-02-2006 | Каїр                          | Єгипет               | 0 – 0 д.ч. (4 – 2 п.п.) | Кот-д'Івуар       | Кубок африканських націй 2006 - Фінал       | -    | 21'      |
| 03-06-2006 | Ельче                         | Іспанія              | 2 – 0                   | Єгипет            | товариський матч                            | -    | 65'      |
| 16-08-2006 | Александрія                   | Єгипет               | 0 – 2                   | Уругвай           | товариський матч                            | -    |          |
| 02-09-2006 | Каїр                          | Єгипет               | 4 – 1                   | Бурунді           | Відбір до Кубка африканських націй 2008     | -    |          |
| 07-10-2006 | Габороне                      | Ботсвана             | 0 – 0                   | Єгипет            | Відбір до Кубка африканських націй 2008     | -    |          |
| 15-11-2006 | Брентфорд                     | Єгипет               | 1 – 0                   | ПАР               | товариський матч                            | -    |          |
| 07-02-2007 | Каїр                          | Єгипет               | 2 – 0                   | Швеція            | товариський матч                            | 1    |          |
| 25-03-2007 | Каїр                          | Єгипет               | 3 – 0                   | Мавританія        | Відбір до Кубка африканських націй 2008     | -    | 63'      |
| 03-06-2007 | Нуакшот                       | Мавританія           | 1 – 1                   | Єгипет            | Відбір до Кубка африканських націй 2008     | -    |          |
| 05-01-2008 | Каїр                          | Єгипет               | 3 – 0                   | Намібія           | товариський матч                            | -    |          |
| 10-01-2008 | Абу-Дабі                      | Єгипет               | 1 – 0                   | Малі              | товариський матч                            | -    |          |
| 13-01-2008 | Алверка-ду-Рібатежу           | Ангола               | 3 – 3                   | Єгипет            | товариський матч                            | -    |          |
| 22-01-2008 | Кумасі                        | Єгипет               | 4 – 2                   | Камерун           | Кубок африканських націй 2008 - 1-й етап    | -    |          |
| 26-01-2008 | Кумасі                        | Єгипет               | 3 – 0                   | Судан             | Кубок африканських націй 2008 - 1-й етап    | -    |          |
| 30-01-2008 | Тамале (місто)                | Єгипет               | 1 – 1                   | Замбія            | Кубок африканських націй 2008 - 1-й етап    | -    |          |
| 04-02-2008 | Кумасі                        | Єгипет               | 2 – 1                   | Ангола            | Кубок африканських націй 2008 - чвертьфінал | -    |          |
| 07-02-2008 | Секонді-Такораді              | Кот-д'Івуар          | 1 – 4                   | Єгипет            | Кубок африканських націй 2008 - Semifinale  | 1    |          |
| 10-02-2008 | Аккра                         | Камерун              | 0 – 1                   | Єгипет            | Кубок африканських націй 2008 - Фінал       | -    |          |
| 26-03-2008 | Каїр                          | Єгипет               | 0 – 2                   | Аргентина         | товариський матч                            | -    |          |
| 23-01-2009 | Каїр                          | Єгипет               | 1 – 0                   | Кенія             | товариський матч                            | -    |          |
| 11-02-2009 | Каїр                          | Єгипет               | 2 – 2                   | Гана              | товариський матч                            | -    |          |
| 29-03-2009 | Каїр                          | Єгипет               | 1 – 1                   | Замбія            | Відбір до ЧС 2010                           | -    |          |
| 07-06-2009 | Бліда                         | Алжир                | 3 – 1                   | Єгипет            | Відбір до ЧС 2010                           | -    |          |
| 15-06-2009 | Блумфонтейн                   | Бразилія             | 4 – 3                   | Єгипет            | Кубок Конфедерацій                          | -    |          |
| 18-06-2009 | Йоганнесбург                  | Єгипет               | 1 – 0                   | Італія            | Кубок Конфедерацій                          | -    | 80'      |
| 21-06-2009 | Рустенбург                    | Єгипет               | 0 – 3                   | США               | Кубок Конфедерацій                          | -    | 56'      |
| 12-08-2009 | Каїр                          | Єгипет               | 3 – 3                   | Гвінея            | товариський матч                            | -    |          |
| 05-09-2009 | Кігалі                        | Руанда               | 0 – 1                   | Єгипет            | Відбір до ЧС 2010                           | -    | 60'      |
| 02-10-2009 | Каїр                          | Єгипет               | 4 – 0                   | Маврикій          | товариський матч                            | -    | 46'      |
| 10-10-2009 | Чилілабомбве                  | Замбія               | 0 – 1                   | Єгипет            | Відбір до ЧС 2010                           | -    |          |
| 05-11-2009 | Асуан                         | Єгипет               | 5 – 1                   | Танзанія          | товариський матч                            | -    |          |
| 14-11-2009 | Каїр                          | Єгипет               | 2 – 0                   | Алжир             | Відбір до ЧС 2010                           | -    |          |
| 18-11-2009 | Омдурман                      | Алжир                | 1 – 0                   | Єгипет            | Відбір до ЧС 2010                           | -    | 46'      |
| 29-12-2009 | Каїр                          | Єгипет               | 1 – 1                   | Малаві            | товариський матч                            | -    | 68'      |
| 04-01-2010 | Дубай (місто)                 | Єгипет               | 1 – 0                   | Малі              | товариський матч                            | -    |          |
| 12-01-2010 | Бенгела                       | Єгипет               | 3 – 1                   | Нігерія           | Кубок африканських націй 2010 - 1-й етап    | -    |          |
| 16-01-2010 | Бенгела                       | Єгипет               | 2 – 0                   | Мозамбік          | Кубок африканських націй 2010 - 1-й етап    | -    |          |
| 25-01-2010 | Бенгела                       | Єгипет               | 3 – 1 д.ч.              | Камерун           | Кубок африканських націй 2010 - чвертьфінал | -    |          |
| 28-01-2010 | Бенгела                       | Алжир                | 0 – 4                   | Єгипет            | Кубок африканських націй 2010 - Semifinale  | -    |          |
| 31-01-2010 | Луанда                        | Гана                 | 0 – 1                   | Єгипет            | Кубок африканських націй 2010 - Фінал       | -    |          |
| 03-03-2010 | Лондон                        | Англія               | 3 – 1                   | Єгипет            | товариський матч                            | -    | 67'      |
| 11-08-2010 | Каїр                          | Єгипет               | 6 – 3                   | ДР Конго          | товариський матч                            | 1    |          |
| 05-09-2010 | Каїр                          | Єгипет               | 1 – 1                   | Сьєрра-Леоне      | Відбір до Кубка африканських націй 2012     | -    |          |
| 10-10-2010 | Бангі                         | Нігер                | 1 – 0                   | Єгипет            | Відбір до Кубка африканських націй 2012     | -    |          |
| 17-11-2010 | Каїр                          | Єгипет               | 3 – 0                   | Австралія         | товариський матч                            | -    |          |
| 16-12-2010 | Доха                          | Катар                | 2 – 1                   | Єгипет            | товариський матч                            | -    | 82'      |
| 05-01-2011 | Каїр                          | Єгипет               | 5 – 1                   | Танзанія          | товариський матч                            | -    |          |
| 09-01-2011 | Каїр                          | Єгипет               | 1 – 0                   | Уганда            | товариський матч                            | -    |          |
| 11-01-2011 | Ісмаїлія                      | Єгипет               | 3 – 0                   | Бурунді           | товариський матч                            | -    | 34'      |
| 14-01-2011 | Каїр                          | Єгипет               | 5 – 1                   | Кенія             | товариський матч                            | -    |          |
| 17-01-2011 | Каїр                          | Єгипет               | 3 – 1                   | Уганда            | товариський матч                            | -    | 46'      |
| 26-03-2011 | Йоганнесбург                  | ПАР                  | 1 – 0                   | Єгипет            | Відбір до Кубка африканських націй 2012     | -    |          |
| 05-06-2011 | Каїр                          | Єгипет               | 0 – 0                   | ПАР               | Відбір до Кубка африканських націй 2012     | -    |          |
| 14-11-2011 | Доха                          | Бразилія             | 2 – 0                   | Єгипет            | товариський матч                            | -    |          |
| 29-03-2012 | Омдурман                      | Єгипет               | 2 – 1                   | Уганда            | товариський матч                            | -    |          |
| 22-05-2012 | Омдурман                      | Єгипет               | 3 – 0                   | Того              | товариський матч                            | -    | 64'      |
| 10-06-2012 | Конакрі                       | Гвінея               | 2 – 3                   | Єгипет            | Відбір до ЧС 2014                           | -    |          |
| 15-06-2012 | Александрія                   | Єгипет               | 2 – 3                   | ЦАР               | Відбір до Кубка африканських націй 2013     | -    | 46'      |
| 30-06-2012 | Бангі                         | ЦАР                  | 1 – 1                   | Єгипет            | Відбір до Кубка африканських націй 2013     | -    |          |
| 12-10-2012 | Дубай (місто)                 | Єгипет               | 3 – 0                   | Республіка Конго  | товариський матч                            | -    | 64'      |
| 14-01-2013 | Абу-Дабі                      | Кот-д'Івуар          | 4 – 2                   | Єгипет            | товариський матч                            | -    |          |
| 06-02-2013 | Мадрид                        | Чилі                 | 2 – 1                   | Єгипет            | товариський матч                            | -    | 65'      |
| 22-03-2013 | Александрія                   | Єгипет               | 10 – 0                  | Есватіні          | товариський матч                            | -    | 46'      |
| 26-03-2013 | Александрія                   | Єгипет               | 2 – 1                   | Зімбабве          | Відбір до ЧС 2014                           | -    | 46'      |
| 04-06-2013 | Каїр                          | Єгипет               | 1 – 1                   | Ботсвана          | товариський матч                            | -    |          |
| 09-06-2013 | Хараре                        | Зімбабве             | 2 – 4                   | Єгипет            | Відбір до ЧС 2014                           | -    |          |
| 16-06-2013 | Мапуту                        | Мозамбік             | 0 – 1                   | Єгипет            | Відбір до ЧС 2014                           | -    |          |
| 14-08-2013 | Червоне Море (губернаторство) | Єгипет               | 3 – 0                   | Уганда            | товариський матч                            | -    |          |
| 10-09-2013 | Червоне Море (губернаторство) | Єгипет               | 4 – 2                   | Гвінея            | товариський матч                            | -    |          |
| 15-10-2013 | Кумасі                        | Гана                 | 6 – 1                   | Єгипет            | Відбір до ЧС 2014                           | -    |          |
| 19-11-2013 | Каїр                          | Єгипет               | 2 – 1                   | Гана              | Відбір до ЧС 2014                           | -    | 56'      |
| 05-03-2014 | Інсбрук                       | Боснія і Герцеговина | 0 – 2                   | Єгипет            | товариський матч                            | -    |          |
| 30-05-2014 | Сантьяго                      | Чилі                 | 3 – 2                   | Єгипет            | товариський матч                            | -    | 72' 85'  |
| 30-08-2014 | Асуан                         | Єгипет               | 1 – 0                   | Кенія             | товариський матч                            | -    | 70'      |
| 05-09-2014 | Дакар                         | Сенегал              | 2 – 0                   | Єгипет            | Відбір до Кубка африканських націй 2015     | -    |          |
| 10-09-2014 | Каїр                          | Єгипет               | 0 – 1                   | Туніс             | Відбір до Кубка африканських націй 2015     | -    | 74'      |
| 10-10-2014 | Габороне                      | Ботсвана             | 0 – 2                   | Єгипет            | Відбір до Кубка африканських націй 2015     | -    |          |
| 15-10-2014 | Каїр                          | Єгипет               | 2 – 0                   | Ботсвана          | Відбір до Кубка африканських націй 2015     | -    |          |
| 15-11-2014 | Каїр                          | Єгипет               | 0 – 1                   | Сенегал           | Відбір до Кубка африканських націй 2015     | -    |          |
| 19-11-2014 | Монастір                      | Туніс                | 2 – 1                   | Єгипет            | Відбір до Кубка африканських націй 2015     | -    | 8'       |
| 08-06-2015 | Александрія                   | Єгипет               | 2 – 1                   | Малаві            | товариський матч                            | -    |          |
| 04-06-2016 | Дар-ес-Салам                  | Танзанія             | 0 – 2                   | Єгипет            | Відбір до Кубка африканських націй 2017     | -    |          |
| 30-08-2016 | Александрія                   | Єгипет               | 1 – 1                   | Гвінея            | товариський матч                            | -    | 46'      |
| 06-09-2016 | Йоганнесбург                  | ПАР                  | 1 – 0                   | Єгипет            | товариський матч                            | -    | 78'      |
| 13-11-2016 | Александрія                   | Єгипет               | 2 – 0                   | Гана              | Відбір до ЧС 2018                           | -    |          |
| 08-01-2017 | Каїр                          | Єгипет               | 1 – 0                   | Туніс             | товариський матч                            | -    | 60'      |
| 17-01-2017 | Порт-Жантіль                  | Малі                 | 0 – 0                   | Єгипет            | Кубок африканських націй 2017 - 1-й етап    | -    | 90+2'    |
| 21-01-2017 | Порт-Жантіль                  | Єгипет               | 1 – 0                   | Уганда            | Кубок африканських націй 2017 - 1-й етап    | -    |          |
| 25-01-2017 | Порт-Жантіль                  | Єгипет               | 1 – 0                   | Гана              | Кубок африканських націй 2017 - 1-й етап    | -    |          |
| Усього     |                               | Матчів               | 118                     |                   | Голів                                       | 3    |          |

## Досягнення
- Чемпіон Африки (U-20): 2003
- Володар Кубка африканських націй: 2006, 2008, 2010
- Срібний призер Кубка африканських націй: 2017
- Переможець Панарабських ігор: 2007